# Konferencje międzynarodowe państw amerykańskich

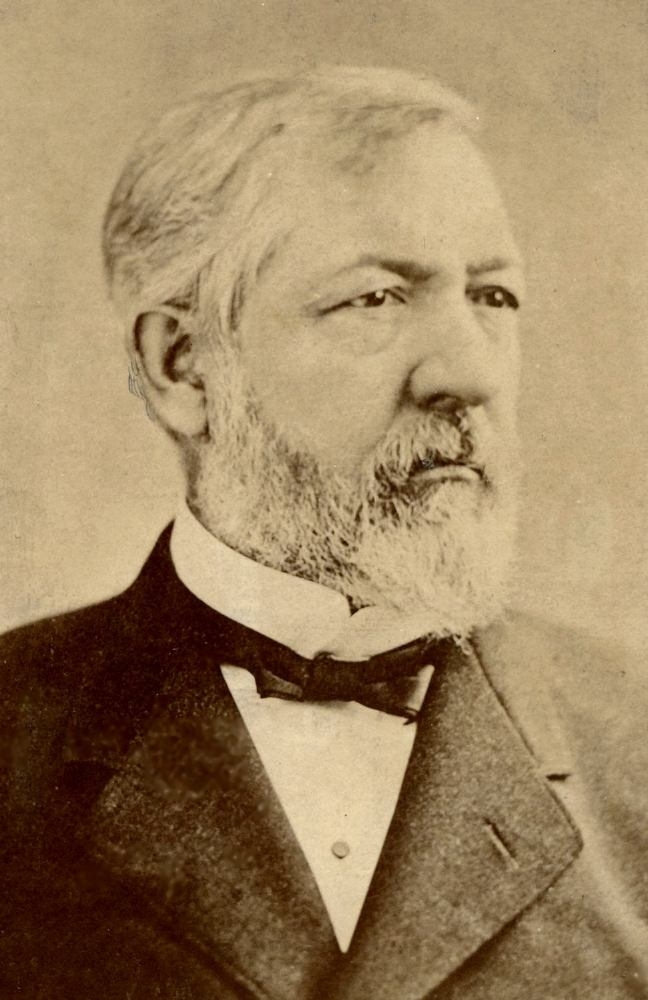
James Blaine w połowie lat 80. XIX wieku.

Konferencje międzynarodowe państw amerykańskich – seria spotkań przedstawicieli państw obu Ameryk zapoczątkowanych 28 listopada 1881 wysłaniem przez amerykańskiego sekretarza stanu Jamesa Blaine’a zaproszeń do przywódców państw latynoamerykańskich na spotkanie w celu omówienia wspólnych problemów.

## Panamerykanizm i pierwsze próby instytucjonalizacji współpracy
Rozwój ruchu panamerykańskiego, czyli zbliżenia politycznego i gospodarczego państw amerykańskich, rozwijał się od czasu uzyskania niepodległości przez państwa Ameryki Łacińskiej. Początkowo postulowano współpracę przede wszystkim państw Hispanoameryki, zakładając nawet utworzenie federacji lub konfederacji. Przejawami tych idei było powstanie takich tworów politycznych jak Wielka Kolumbia, Konfederacja Peruwiańsko-Boliwijska, czy też Zjednoczone Prowincje Ameryki Środkowej. Od początku swego istnienia zainteresowanie wpływami w Ameryce Łacińskiej okazywały też Stany Zjednoczone, co wyrażało się między innymi w realizacji doktryny Monroego. W latach 80. XIX wieku w USA do władzy doszli rzecznicy zwiększenia roli swego kraju w tym rejonie. Przedstawicielem tej grupy był m.in. sekretarz stanu James Blaine, który nawiązywał do idei Bolívara i Claya.
Blaine dążył przede wszystkim do zwiększenia wpływów gospodarczych USA oraz do wyeliminowania możliwości ekspansji europejskiej na tym obszarze. Pragnął też zapewnić Stanom Zjednoczonym pozycję mediatora na wypadek konfliktów o charakterze bardziej lokalnym. Jako jedną z najwyższych wartości przedstawiał pokój, tłumacząc, że tylko brak wojen zapewni stabilny rozwój w sferze handlu. Zwracał również uwagę na potrzebę zmiany w kierunkach wymiany handlowej na linii kraje latynoamerykańskie – USA – Europa. 28 listopada 1881 podjął pierwszą próbę zorganizowania ogólnoamerykańskiej konferencji rozsyłając w tym celu zaproszenia, jednak 3 tygodnie później został odwołany ze stanowiska, a jego następca nie uważał kontynuowania polityki poprzednika za właściwe, w związku z tym prezydent Chester A. Arthur zdecydował o odwołaniu zaproszeń.
10 maja 1888 do idei zwołania konferencji międzyamerykańskiej powrócił Kongres USA upoważniając prezydenta do podjęcia odpowiednich działań. Zaproszenia do rządów wystosował wówczas Thomas F. Bayard, zastąpiony wkrótce przez Blaine’a, który w 1889 powrócił na stanowisko. Po rozpoczęciu obrad I Konferencji państwa amerykańskich w Waszyngtonie został wybrany na jej przewodniczącego.

## Konferencje
- I Konferencja – 2 października 1889 – 19 kwietnia 1890 – Waszyngton – obrady rozpoczęte 18 listopada 1889 poprzedził 42-dniowy objazd koleją po 41 najbardziej uprzemysłowionych miastach USA, w czasie którego przedstawiciele 17 państw Ameryki Łacińskiej mieli zapoznać się z potencjałem gospodarczym Stanów Zjednoczonych. Pomysł ten związany był z dążeniami USA do utworzenia unii celnej na obszarze kontynentu amerykańskiego, jednak postulat ten nie spotkał się z akceptacją, z obawy przed dominacją ekonomiczną Stanów. Z drugiej strony Konferencja zarekomendowała podpisywanie dwustronnych umów handlowych pomiędzy poszczególnymi państwami. Nie udało się również przyjąć jednolitej koncepcji utrzymania pokoju, gdyż podpisanego przez jedenaście państw planu arbitrażu obowiązkowego żadne z nich nie ratyfikowało, tu także przeważyły obawy, że arbitraż międzynarodowy przerodzić się może w instrument jednostronnie wykorzystywany przez USA[3]. Po stronie kwestii spornych pojawiła się również sprawa praw cudzoziemców i możliwości interwencji w ich obronie. Większość delegacji latynoamerykańskich[4] stała na stanowisku, że należy respektować doktrynę Calvo, natomiast reprezentant USA – William Henry Trescot – prezentował zdanie odmienne. Nie uchwalono również zakazu prawa do konkwisty[5], gdyż inicjatywa ta spotkała się z negatywnym nastawieniem Stanów Zjednoczonych i Chile. Pomimo tak licznych kwestii spornych Konferencja została ostatecznie uznana za sukces, gdyż przede wszystkim po raz pierwszy w historii udało się zorganizować tego rodzaju spotkanie. Ponadto powołano Międzynarodową Unię Republik Amerykańskich w celu szybkiego gromadzenia i upowszechniania informacji dotyczących handlu. Organizację reprezentować miało kierowane przez Williama E. Curtisa Biuro Handlowe Republik Amerykańskich z siedzibą w Waszyngtonie.
- II Konferencja – 22 października 1901 – 31 stycznia 1902 – Meksyk – kolejna konferencja dotyczyła głównie kwestii o charakterze polityczno-prawnym. 16 państw podpisało protokół dotyczący przystąpienia do haskiej konwencji o pokojowym rozwiązywaniu sporów międzynarodowych. 15 państw podpisało konwencję o prawach cudzoziemców i odpowiedzialności państw za powodowane przez nich szkody, jednak dokument został odrzucony przez USA. Biuro Handlowe przemianowano na Międzynarodowe Biuro Republik Amerykańskich ((International Bureau of American Republics).), rozszerzono również zakres jego zadań.
- III Konferencja – 23 lipca – 27 sierpnia 1906 – Rio de Janeiro – omawiano przede wszystkim sprawę rosnącego zadłużenia państwa latynoamerykańskich oraz problemy z ich spłacaniem. Przedstawiciele krajów Ameryki Łacińskiej dążyli do uznania zasad doktryny Drago jako obowiązujących w zachodniej półkuli, jednak Stany Zjednoczone proponowały przeniesienie rozmów na konferencję w Hadze, uznając że problem ma charakter globalny. Na konferencji haskiej w 1907 uchwalono II konwencję haską nazwaną Konwencją Drago – Portera zakładającą rozwiązanie kompromisowe pomiędzy doktryną Drago a propozycjami składanymi przez delegata USA – Horace’a Portera, ściśle określając warunki użycia siły w razie niewywiązywania się ze swych zobowiązań przez kraj zadłużony[6]. Kolejną decyzją jaka zapadła na III Konferencji było powołanie Międzynarodowej Komisji Prawniczej, przed którą postawiono zadanie opracowania amerykańskiego kodeksu prawa publicznego i prywatnego[7].
- IV Konferencja – 12 lipca – 30 sierpnia 1910 – Buenos Aires – uwzględniając istniejący do tej pory wymóg, iż przedstawiciele państwa latynoamerykańskiego musiał być akredytowany w Waszyngtonie wprowadzono zasadę, iż rząd państwa nieuznawany przez USA może upoważnić jednego z członków Rady Kierowniczej Biura Międzynarodowego do reprezentowania jego interesów, przez co ten dysponował dwoma głosami. Utrzymano natomiast zasadę, wedle której Radzie Kierowniczej przewodził zawsze amerykański sekretarz stanu. Ponadto przekształcono Międzynarodową Unię Republik Amerykańskich w Unię Republik Amerykańskich, a Międzynarodowe Biuro Republik Amerykańskich w Unię Panamerykańską. Jej siedzibą został mieszczący się w Waszyngtonie Gmach Republik Amerykańskich, którego budowę sfinansował głównie Andrew Carnegie.
- V Konferencja – 25 marca – 3 maja 1923 – Santiago – w wyniku nacisków większości państw latynoamerykańskich podjęto decyzję o zmianie zasad regulaminu Unii Panamerykańskiej, podkreślających do tej pory hegemonię USA. Ustalono, że na konferencje panamerykańskie swych reprezentantów mogły wysyłać również rządy nieuznawane przez Stany Zjednoczone, a przewodniczący Rady Kierowniczej miał być wybierany przez jej członków. W czasie obrad zgłoszono również projekt powołania Ligi Narodów Amerykańskich oraz przeprowadzenia dyskusji na temat obowiązywania doktryny Monroe w warunkach powojennych, jednak oba postulaty spotkały się z dezaprobatą przedstawiciela Stanów Zjednoczonych. Doszło natomiast do uchwalenia Traktatu w sprawie unikania lub zapobiegania konfliktom między państwami amerykańskimi, nad którym prace zainicjował Manuel Gondra z Paragwaju. Traktat wskazywał konkretny sposób postępowania w razie zaistnienia kwestii spornych, potępiał nazbyt rozwijane zbrojenia oraz ustanawiał dwie komisje stałe mające powołać specjalną komisję badawczą w razie zaistnienia konfliktu.
- VI Konferencja – 16 stycznia – 20 lutego 1928 – Hawana – jedną z głównych omawianych spraw była kwestia stosowania interwencji zbrojnych. Mimo protestów części państw latynoamerykańskich ostatecznie przeforsowano projekt Stanów Zjednoczonych dopuszczający prawo do stosowania interwencji czasowej w szczególnych przypadkach. Ponadto decyzją 21 państw uchwalono tzw. kodeks Bustamantego dotyczący międzynarodowego prawa prywatnego. Przyjęto również Konwencję w sprawie Unii Panamerykańskiej, Konwencję panamerykańską o położeniu prawnym cudzoziemców oraz Konwencję panamerykańską o prawach i obowiązkach państw w razie wojny domowej.
- VII Konferencja – 3 grudnia – 26 grudnia 1933 – Montevideo – pojawiły się liczne głosy na temat potrzeby zwiększenia współpracy w zakresie rozwiązywania problemów ekonomicznych i społecznych, postulując tym samym ograniczenie debat nad kwestiami stricte politycznymi. Szczególną rolę próbowała odegrać delegacja Meksyku usiłując zwrócić uwagę na nierozwiązane problemy zadłużenia i proponując w tym zakresie konkretne rozwiązania, które jednak okazały się zbyt radykalne, by mogły zostać powszechnie zaakceptowane. Porozumienie udało się jednak osiągnąć na innych polach: przyjęto Protokół dodatkowy do konwencji generalnej koncyliacji międzyamerykańskiej oraz zapoczątkowano debatę nad projektem Kodeksu pokoju. Ponadto 26 grudnia, czyli w dniu zakończenia Konferencji, uchwalono Konwencję o prawach i obowiązkach państw, która jednoznacznie uznawała zasadę nieinterwencji (art. 8) oraz regulowała kwestie związane z prawami cudzoziemców[8].
- Konferencja międzyamerykańska w sprawie umocnienia pokoju – 1 grudnia – 23 grudnia 1936 – Buenos Aires – w czasie Konferencji podpisane zostały następujące dokumenty:
  - Konwencja w sprawie utrzymania, umocnienia i ustanowienia pokoju
  - Protokół dodatkowy w sprawie nieinterwencji
  - Traktat dotyczący zapobiegania kontrowersjom
  - Traktat międzyamerykański w sprawie dobrych usług i mediacji
  - Konwencja o koordynacji i realizacji traktatów istniejących między państwami amerykańskimi
  - Deklaracja zasad solidarności i współpracy międzyamerykańskiej
- VIII Konferencja – 9 grudnia – 27 grudnia 1938 – Lima – uchwalona została tzw. Deklaracja z Limy, w której sformułowano zasadę konieczności solidarności amerykańskiej. Dodatkowo wprowadzała ona w życie uchwały z konferencji w Buenos Aires, dotyczące ustanowienia mechanizmu konsultacji politycznych.
- IX Konferencja – 1948 – Bogota – powołano Organizację Państw Amerykańskich, mającą funkcjonować na bazie struktur Unii Panamerykańskiej.
- X Konferencja – 1954 – Caracas